# 小行星12527
小行星12527（12527 Anneraugh）是一颗绕太阳运转的小行星，为主小行星带小行星。该小行星于1998年5月1日发现。

## 轨道参数
小行星12527的轨道半长轴为2.3598752 UA，离心率为0.135。